# Ōnishi Hajime

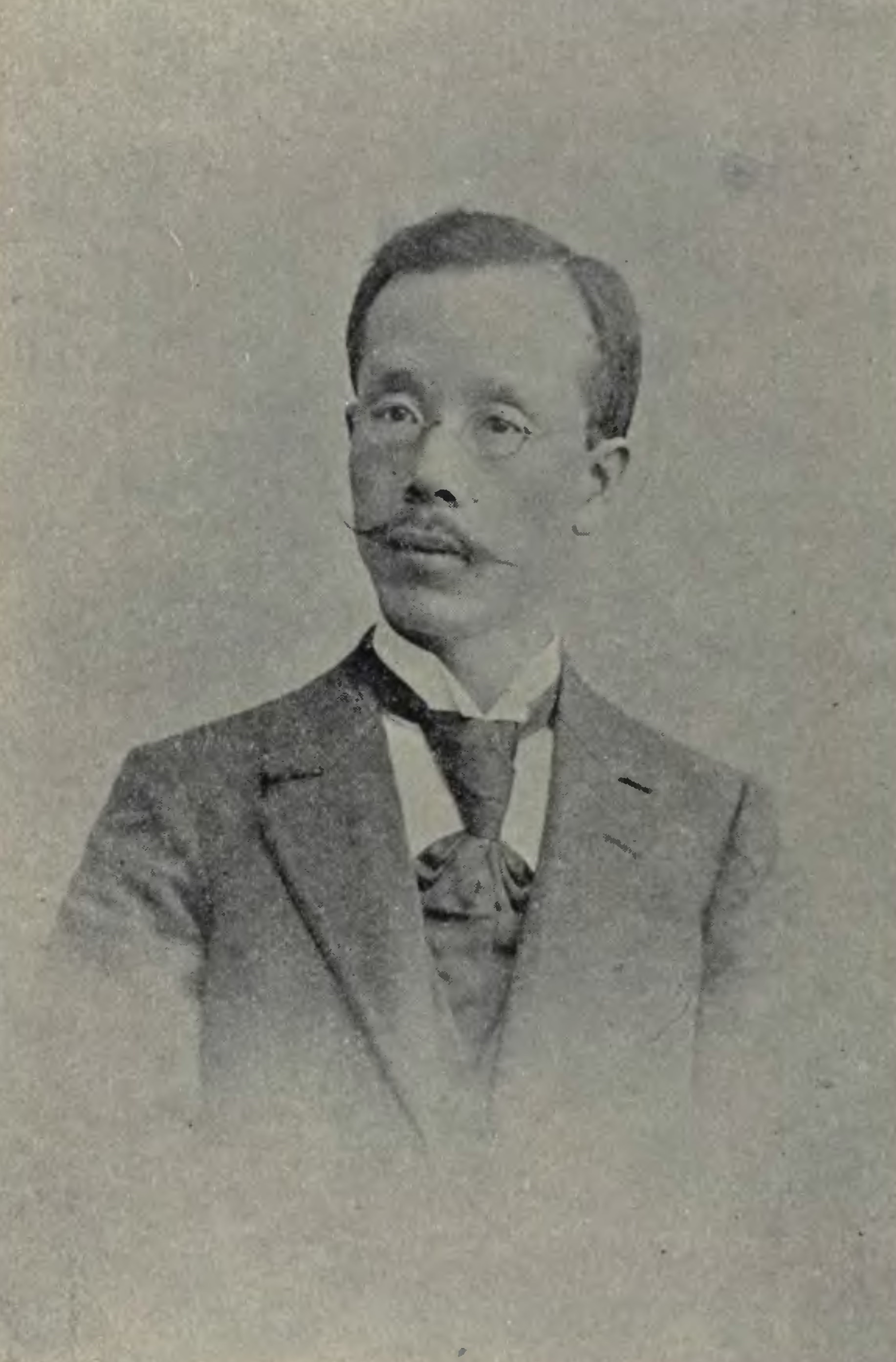
Ōnishi Hajime

Ōnishi Hajime (japanisch 大西 祝; geboren 7. August 1864 in Nishida, Provinz Bizen; gestorben 2. November 1900) war der erste bedeutende japanische Philosoph der Meiji-Zeit. Er wird daher auch „Vater der japanischen Philosophie“ oder „Der Kant Japans“ genannt.

## Leben und Wirken
Ōnishi Hajime wurde als dritter Sohn von Kizen Masatsugu (木全正脩) und seiner Frau Kayo (嘉代) aus dem Okayama-Han geboren und von den Eltern seiner Mutter, der Familie Onishi, adoptiert. Während er die Grundschule besuchte, beschäftigte er sich an der Privatschule der Familie Matumura (松村家塾, Matsumura kajuku) mit Chinesisch, mit der konfuzianischen Lehre anhand des Schriften „Kōkyō“ (孝経), mit der japanischen Geschichte und mit anderen Themen.
Da seine Eltern engagierte Christen waren, trat er 1877 in die christlich geprägte Dōshisha-Schule ein und wurde 1878 von Niijima Jō getauft. Er machte seinen Abschluss an der theologischen Fakultät, wechselte dann an die Philosophische Abteilung der Geisteswissenschaftlichen Fakultät der Universität Tokio und absolvierte die Graduiertenschule mit den Schwerpunkten Philosophie und Ethik.
1890 stritt Ōnishi sich in der Zeitschrift der Philosophischen Gesellschaft Japans „Tetsugakukai zasshi“ (哲学会雑誌) mit Katō Hiroyuki (1836–1916) über Moralismus, argumentierte mit dem Ethiker Motoyoshi Yujiro (1858–1912) über den akademischen Charakter der Ethik und machte sich mit seiner Abschlussarbeit „Ryōshin Okoshi no Genron“ (良心起源論), etwa „Theorie des Gewissensursprungs“ einen Namen.
Von 1891 bis 1898 hielt er an der „Tōkyō Semmon Gakkō“ (東京専門学校), der Vorläufereinrichtung der Waseda-Universität, Vorlesungen über Philosophie, Psychologie, Logik, Ethik, Ästhetik, Geschichte der westlichen Philosophie usw. Er beteiligte sich an der Herausgabe der Zeitschrift christlicher Intellektueller „Rokugō Zasshi“ (六合雑誌) und schrieb in jeder Ausgabe einen Beitrag unter dem Titel „Shichō Hyōron“  (思潮評論) – etwa „Kritische Betrachtung der Denkströmungen“ und brachte Kants Philosophie der Kritik dem japanischen Leser näher.
1893 verfasste Ōnishi den Artikel „Kyōiku-chokugo to Rinri-setsu“ (教育勅語と倫理説), etwa „Kaiserliche Erziehungsverordnung und die Theorie der Ethik“, mit der er sich kritisch mit der „Kaiserlichen Erziehungsverordnung“ auseinandersetzte. Im „Kampf zwischen Erziehung und Religion“ setzte er sich für die Unabhängigkeit der Ethik ein und kritisierte den Nationalismus. 1996 beteiligte er sich an der Planung der „Teiyū Rinri-kai“ (丁酉倫理会).
1898 reiste Ōnishi nach Deutschland, wo er sich unter Rudolf Eucken und Wilhelm Wundt weiterbildete. Nach seiner Rückkehr nach Japan im folgenden Jahr wurde er leitender Professor der Fakultät für Philosophie der Universität Kyōto, starb jedoch dann an einer Krankheit in Okayama.
Ōnishi war ein fortschrittlicher Philosoph der bürgerlichen Richtung, der den kritischen Idealismus vertrat, der auf der die Aufklärung basiert, die Kant predigte. Er verfasste auch gute Gedichte, die von der Sensibilität eines Künstlers zeugen. Er hinterließ die Gesamtausgabe seiner Werke (大西博士全集) in sieben Bänden. Der Philosoph Saigusa Hiroto (1892–1963) schrieb über ihn in seinem Werk (日本の観念論), Frau Onodera Kazuko verfasste eine Festschrift für ihn „Ōnishi Iwai“ (大西祝) in vier Bänden.